# ابوالقاسم طالبی
ابوالقاسم طالبی (زادهٔ ۱۳۴۰) نویسنده و کارگردان ایرانی است. وی فارغ‌التحصیل حقوق قضایی است. او فعالیت خود را با نگارش قصه‌های کوتاه آغاز کرد و نخستین نمایشنامه‌اش را با نام آن کس که نداند در اصفهان نوشت. او پس از ساختن چند فیلم کوتاه ۱۶ میلیمتری و ویدئویی، فعالیت در سینمای حرفه‌ای را سال ۱۳۷۱ به عنوان مشاور کارگردان در فیلم بر بال فرشتگان به کارگردانی جواد شمقدری آغاز کرد. او صاحب امتیاز و مدیر مسئول هفته‌نامهٔ سینما ویدئو است.

## فیلم‌شناسی

### فیلم سینمایی
| سال  | عنوان          | کارگردان | نویسنده | طراح صحنه و لباس |
| ---- | -------------- | -------- | ------- | ---------------- |
| ۱۳۷۴ | ویرانگر        | آری      | آری     |                  |
| ۱۳۷۹ | آقای رئیس‌جمهور | آری      | آری     |                  |
| ۱۳۸۰ | نغمه           | آری      | آری     |                  |
| ۱۳۸۲ | عروس افغان     | آری      | آری     | آری              |
| ۱۳۸۳ | جنگ کودکانه    | آری      | آری     |                  |
| ۱۳۸۵ | دست‌های خالی    | آری      | آری     |                  |
| ۱۳۹۰ | قلاده‌های طلا   | آری      | آری     |                  |
| ۱۳۹۳ | یتیم‌خانه ایران | آری      | آری     |                  |

### مجموعه تلویزیونی
| سال       | عنوان              | کارگردان | نویسنده |
| --------- | ------------------ | -------- | ------- |
| ۱۳۷۶–۱۳۷۵ | بازگشت پرستوها     | آری      |         |
| ۱۳۸۸–۱۳۸۷ | به کجا چنین شتابان | آری      |         |
| ۱۴۰۳–۱۴۰۲ | هفت سر اژدها       | آری      | آری     |

## حواشی

### عضویت در وزارت اطلاعات
محمد نوری‌زاد که آشنایی قدیمی با طالبی داشته در مصاحبه با جرس می‌گوید در زندان شنیده‌است که ابوالقاسم طالبی عضو وزارت اطلاعات جمهوری اسلامی ایران (اداره اصفهان) بوده‌است. ایسنا در دی‌ماه ۱۳۹۷ به نقل از «یک مقام آگاه» در وزارت اطلاعات نوشت که او قبلاً کارمند وزارت اطلاعات بوده و بعداً از وزارتخانه جدا شده‌است.

### دیدگاه‌ها
طالبی در سال ۱۳۹۳ مریلا زارعی را «بانوی سینمای ایران» خطاب کرد و بابت دریافت جایزه آسیا پاسیفیک و صحبت‌های او پس از دریافت این جایزه از او تشکر کرد. او در سال ۱۳۹۴ نامه‌ای سرگشاده به رئیس‌جمهور وقت حسن روحانی نوشت و در مورد حذف نام فجر از جشنواره بین‌المللی فیلم اظهار تاسف و اعتراض نمود. طالبی در سال ۱۳۹۷ در مصاحبه با خبرگزاری فارس گفت که کارمند سازمان اطلاعات سپاه پاسداران انقلاب اسلامی نیست و علاقه دارد که شهید بشود.

### یائسگی زنان سینماگر
او در برنامه زنده هفت، در گفت‌وگو با بهروز افخمی دربارهٔ زنان سینماگری که از خیزش ۱۴۰۱ ایران حمایت کرده بودند گفت «بعضی از زنان سلبریتی، یائسه شدن را تقصیر جمهوری اسلامی می‌دانند، و تا سن‌شان از ۵۰ سال می‌رود بالا، روسری‌شان را بر می‌داند و فحش به جمهوری اسلامی می‌دهند.»
پخش این سخنان از صدا و سیما، تلویزیون جمهوری اسلامی، موجی از انتقادها را برانگیخت و شماری از رسانه‌ها و چهره‌های شناخته‌شده نسبت به آن واکنش نشان دادند. دو تشکل کانون کارگردانان سینمای ایران و هیئت مدیره خانه سینما با انتقاد از ادبیات «مخرب» و «سخیف» طالبی، خواستار عذرخواهی صدا و سیما بابت پخش این برنامه شدند. طالبی در پاسخ گفت از کسانی که به خودش توهین کرده‌اند شکایت می‌کند.

### از نگاه دیگران
سید علی خامنه‌ای، رهبر جمهوری اسلامی ایران فیلم یتیم‌خانه ایران او را تحسین کرد. او همچنین در دی ۱۳۹۷ فیلم قلاده‌های طلا از او را تحسین کرد. یک مقام آگاه وزارت اطلاعات در واکنش به فیلم قلاده‌های طلا گفت: «البته از کارگردان فیلم که جز پرسنل وزارت اطلاعات بوده و به هر دلیل از این وزارتخانه منفصل شده‌است، انتظار چنین تهمت‌پراکنی‌هایی نمی‌رفت.»

### اتهام آزار جنسی
حساب توییتر وابسته به جنبش من هم در ایران در اسفند ۱۴۰۱، روایت سه نفر از کسانی که از سوی طالبی مورد آزار جنسی قرار گرفتند را منتشر کرد. بازیگر بهارک صالح‌نیا گفت که در طول فیلم‌برداری یتیم‌خانه ایران طالبی از او خواسته تا در مورد قاعدگی و آمیزش جنسی در هنگام قاعدگی صحبت کند. شخص دیگری گفت طالبی از او پرسیده «بلد نیستی کسی رو تحریک کنی یا نمی‌دونی تحریک کردن چیه؟» و افزود «بی‌خود کردی اومدی تست بدی وقت من رو گرفتی.» در روایتی گفته شد که زنان هنگام ورود به دفتر طالبی نباید با خود موبایل و وسایل الکترونیکی همراه داشته باشند.